# London Electricity Board
La London Electricity Board è stata una società britannica di servizi pubblici responsabile della fornitura e distribuzione di energia elettrica a consumatori domestici, commerciali e industriali a Londra prima del 1990. È stata abbreviata in LEB con il suo logo verde e blu, costituito da tre lettere. Come London Electricity plc era quotata alla Borsa di Londra e una volta costituiva l'indice FTSE 100.

## Storia
La società è stata costituita come London Electric Board il 1º aprile 1948 come parte della nazionalizzazione del settore elettrico da parte dell’Electricity Act 1947. La LEB è stata privatizzata nel 1990 ai sensi dell’Electricity Act 1989, in qualità di London Electricity plc.
La Società è stata acquisita da Entergy, una società statunitense nel 1996 e poi da Électricité de France nel novembre 1998.
Come dipendenti importanti nel mondo del business figurano gli ex primi ministri del Regno Unito John Major e il suo successore Tony Blair e l'ex arcivescovo di Canterbury George Carey.
Presidenti della LEB
- 1948-1956, Henry John Randall (nato il 30 dicembre 1894 a Londra, morto il 5 maggio 1967 nel Buckinghamshire), precedentemente amministratore delegato della City of London Electric Lighting Company Limited.[4]
- 1956-1968, David Blair Irving (nato il 9 novembre 1903, morto il 9 giugno 1986)[4]
- 1968-1972, Wilfrid David Drysdale Fenton (nato il 27 marzo 1908, morto il 4 maggio 1985)[4]
- 1972-1976, Owen Francis (nato il 4 ottobre 1912, morto il 26 luglio 2005)[4]
- 1976-1981, Alan Plumpton (nato il 24 novembre 1926)[4]
- 1981-1986, David G Jefferies[5]
- 1986-1990, John Wilson[5]